# Гавренев, Иван Афанасьевич
Иван Афанасьевич Гавренев (ум. 2 (12) марта 1662) — думный дьяк (1636—1640), окольничий (1658), служил в Разрядном приказе.

## Биография
Сведения о его предках восходят ко времени великого князя Московского Василия Дмитриевича, у которого Иван Иванович Гавренев был стольником. Сын Ивана Ивановича, Павел Иванович, в иночестве Паисий, основал Покровский монастырь на Волге, был там игуменом и причтён православной церковью к лику святых.
Ничего не известно о служебном положении отца Ивана Афанасьевича Гавренева и о прохождении службы самого Ивана Афанасьевича до 1630 года. Вероятно, Гавреневы вращались в XVII веке в высшем московском кругу, так как Иван Афанасьевич женился на княжне Евфимии Васильевне Волконской, а Волконские были в XVII веке «в честях» и достигали даже боярства. В 1642 году возникло местническое дело из-за отказа дворянина Кузьмы Трусова ехать с Фёдором Волконским в Путивль межевать с Литвою спорные земли. Гавренев, бывший в то время думным дьяком, сказал Трусову от имени государя, что он бьёт челом не делом, ибо «Волконские люди честные, а вы детишки боярские обычные… и за князь Федорово бесчестье велел государь тебя посадить в тюрьму». По другому известию, Трусов был, кроме того, бит батогами. Трусов подал челобитную, в которой объяснил пренебрежительное название своих родителей «обычными боярскими детишками» — «ближним свойством» Гавренева с князьями Волконскими. Весьма возможно, что Гавреневым руководило чувство досады за отказ рядового дворянина ехать на службу с князем Волконским, которому ещё в 1634 году сам Гавренев сказывал окольничество; что касается «свойства» между князем Фёдором Волконским и женой Гавренева, то оно было весьма отдалённое. Гавренев породнился с московской знатью не только через жену, но и через дочь свою, Марью Ивановну, вышедшую замуж за Василия Шереметева.
По своему имущественному положению (он владел землями в пяти уездах: Московском, Кашинском, Коломенском, Костромском и Рязанском; по переписным книгам 1646 года в его поместьях и вотчинах числилось 797 крестьянских, бобыльских и людских дворов) Гавренев находился в списке вотчинников на 14-м месте, непосредственно за представителями важнейших княжеских и боярских фамилий, причём многие князья и бояре стояли ниже его.
В приданое за своей дочерью он дал вотчину в Московском уезде, село Селивачево. Не известно, какого рода отношения установились вначале у Гавренев с его зятем, но впоследствии, когда Шереметев, овдовев в 1654 году, женился на Прасковье Васильевне Третьяковой и находился в 1660 году на воеводстве в Киеве, он терпел от произвола думного дьяка Заборовского, который позволял себе бросать его отписки под стол, не докладывая о них государю. Разрядным приказом заведовал в это время Гавренев, уже в чине окольничего, и от него зависело обуздать Заборовского, но он оставлял без внимания самовольство своего подчинённого, и Шереметев вынужден был просить у царя дозволение писать о всяких делах, мимо Разряда, прямо в Приказ тайных дел. Во внимание к «верной и многолетней службе» Шереметева царь Алексей Михайлович разрешил ему посылать отписки в Приказ тайных дел, но с тем, чтобы он, по-прежнему, писал о том же и в Разряд, которому приказано было по отпискам Шереметева докладывать государю и указы чинить «безволокитно». Из этого можно заключить о существовании недружелюбных отношений между Шереметевым и его бывшим тестем, а также и о том значении, каким пользовался Гавренев у царя Алексея Михайловича, который снисходительно отнёсся к произволу, допущенному им в Разряде.

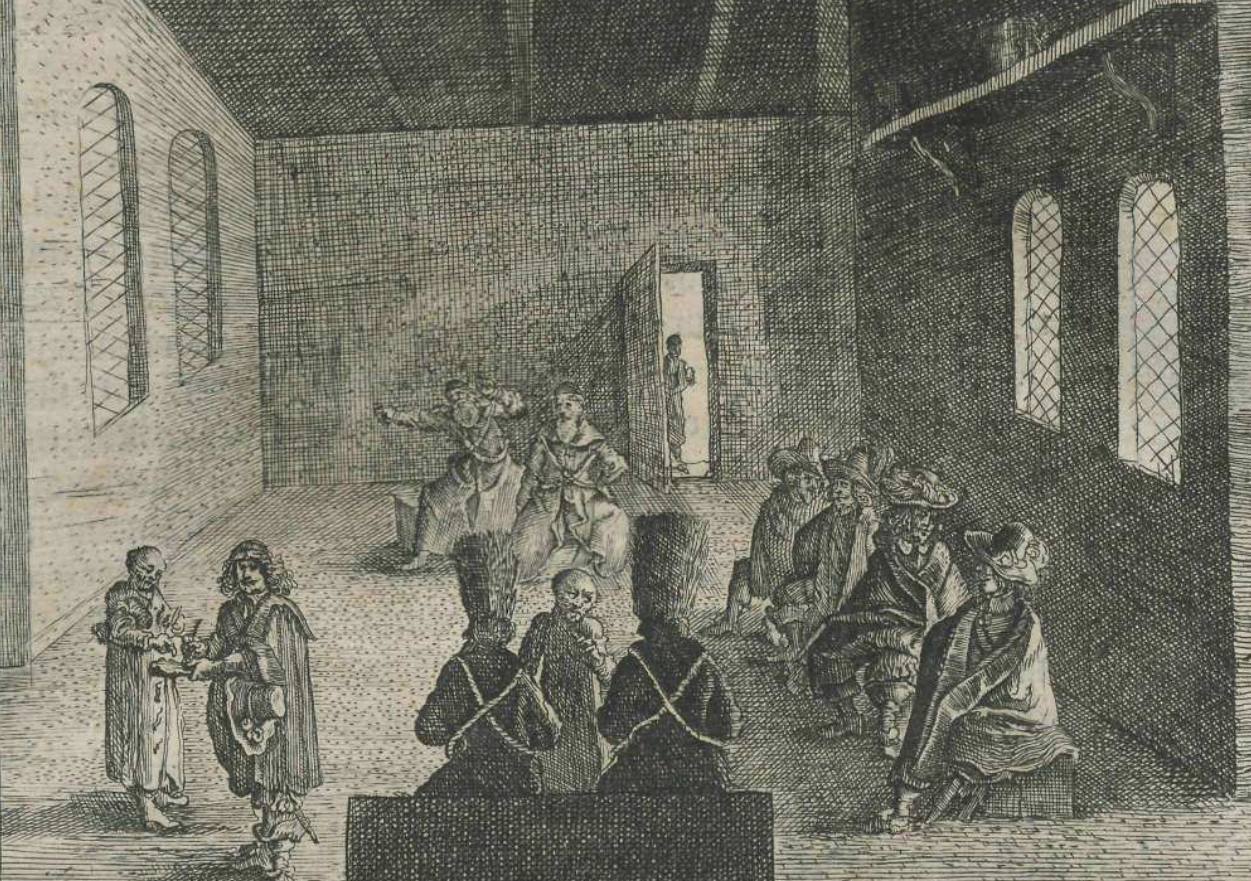
Первая Тайная аудиенция Гольштинского посольства, И. Т. Грамотин и И. А. Гавренев изображены спиной к зрителю в длинных шапках, переговаривающимися с русским переводчиком Гансом Гельмсом

Первое упоминание о Гавреневе относится к 1630 году, когда он, в чине думного дьяка, был в «ответе» сначала с нидерландскими послами Альбертом Кунратсом Бурхом и Иоганном ван Фелтдрилем, а затем с шведским послом Антоном Мониром. В 1632 году он участвовал в переговорах с датским послом Мальте Юлем. В последующие годы бывал в «ответе» с голштинским послом и с литовскими послами, а в 1658 году, при переговорах с датским послом Ольделандом, получил титул «наместника Кашинского». Осенью 1632 года, по указу царя Михаила Фёдоровича и отца его, патриарха Филарета Никитича, Гавренев сказывал, чтобы бояре, дворяне, стольники и «всякие люди» были без мест, пока минется служба по случаю войны с польско-литовским королём, несколько дней спустя он же размечал перед государем «в комнате», сколько кому из дьяков отвезти государева запасу под Смоленск. В 1633 году Гавренев отправил туда на своих подводах 100 четей сухарей. В том же году «по крымским вестям» он выставил 10 пеших даточных человек в отряд, размещённый от Москвы-реки до Серпуховских ворот. В 1634 году находилось такое же количество даточных людей его при встрече литовского посла.
Выполняя обязанности разрядного дьяка, Гавренев нёс и придворную службу: сопровождал царя Михаила Фёдоровича в богомольных походах в Вязники, Можайск, в Троице-Сергиев монастырь и в некоторые другие монастыри; в праздничные дни неоднократно обедал за царским столом и изредка у патриарха, а в январе и марте 1639 года «дневал и ночевал» при гробах царевичей Ивана и Василия Михайловичей. По своей должности думного дьяка он «приказывал государевым словом» из житья в стряпчие и в стольники, из дворян и из стольников в окольничие, а иногда и прямо в бояре.
В конце 1653 года стали делаться приготовления к войне с польским королём Яном-Казимиром, а 18 мая 1654 года царь Алексей Михайлович выступил в поход под Смоленск, в сопровождении многих бояр, окольничих, стольников и дворян; в отряде самого царя находился и Гавренев, пожалованный в думные дворяне 21 декабря 1650 года. В то время как царские войска одерживали победы и брали польские города, в Москве появилось моровое поветрие; царица Марья Ильинишна, по настоянию патриарха Никона, выехала из Москвы вместе с детьми в июле и расположилась станом на реке Нерли. Жена Гавренева, жившая в своей кашинской вотчине, скончалась там от морового поветрия 5 сентября 1654 года; не уцелела и её дворня: из 60 человек осталось в живых только 13. Когда сделалось известно, что тело Евфимии Васильевны Гавреневой перевезли для погребения в другую деревню по той самой дороге, по которой собиралась ехать царица Марья Ильинишна в Калязинский монастырь, — от имени царевича Алексея Алексеевича отправили в Кашин воеводе Непейцыну распоряжение устроить засеки, расставить сторожей, разложить огни и, под страхом смертной казни, запретить сообщение с соседними деревнями крестьянам тех деревень, где скончалась Гавренева и куда перевезли её тело. Жителям Кашина запрещено было ходить в Калязинский монастырь, а то место на большой дороге, через которое перевезли тело Гавреневой, велено обложить по обеим сторонам, саженей на десять, дровами, сжечь землю, уголья и золу увезти, а это место засыпать свежей, издали привезённой землей. Дочь Гавренева, бывшая замужем за Василием Шереметевым, скончалась в том же 1654 году, но не известно от какой болезни. 21 октября царь Алексей Михайлович и все бояре, окольничие, думные дворяне и стольники приехали из Смоленска в Вязьму; туда же прибыла из Калязинского монастыря и царица Марья Ильинишна с детьми. 6 декабря все они находились ещё в Вязьме; там в этот день было сказано Гавреневу окольничество думным дьяком Семёном Заборовским.
В следующих 1655—1656 годах Гавренев опять участвовал в походе царя Алексея Михайловича против польского короля и получил в награду за эту службу «шубу отлас золотной, да кубок, да к прежнему денежному окладу придачу 70 рублев». В 1658 году был у стола царя Алексея Михайловича (то есть обедал у него), когда царь сделал торжественный обед для грузинского царя Теймураза Давидовича.
20 сентября 1661 года Гавренев был уволен из Разрядного приказа, в котором прослужил 30 лет. Умер он 2 января 1662 года.